# Massey Ferguson 3600

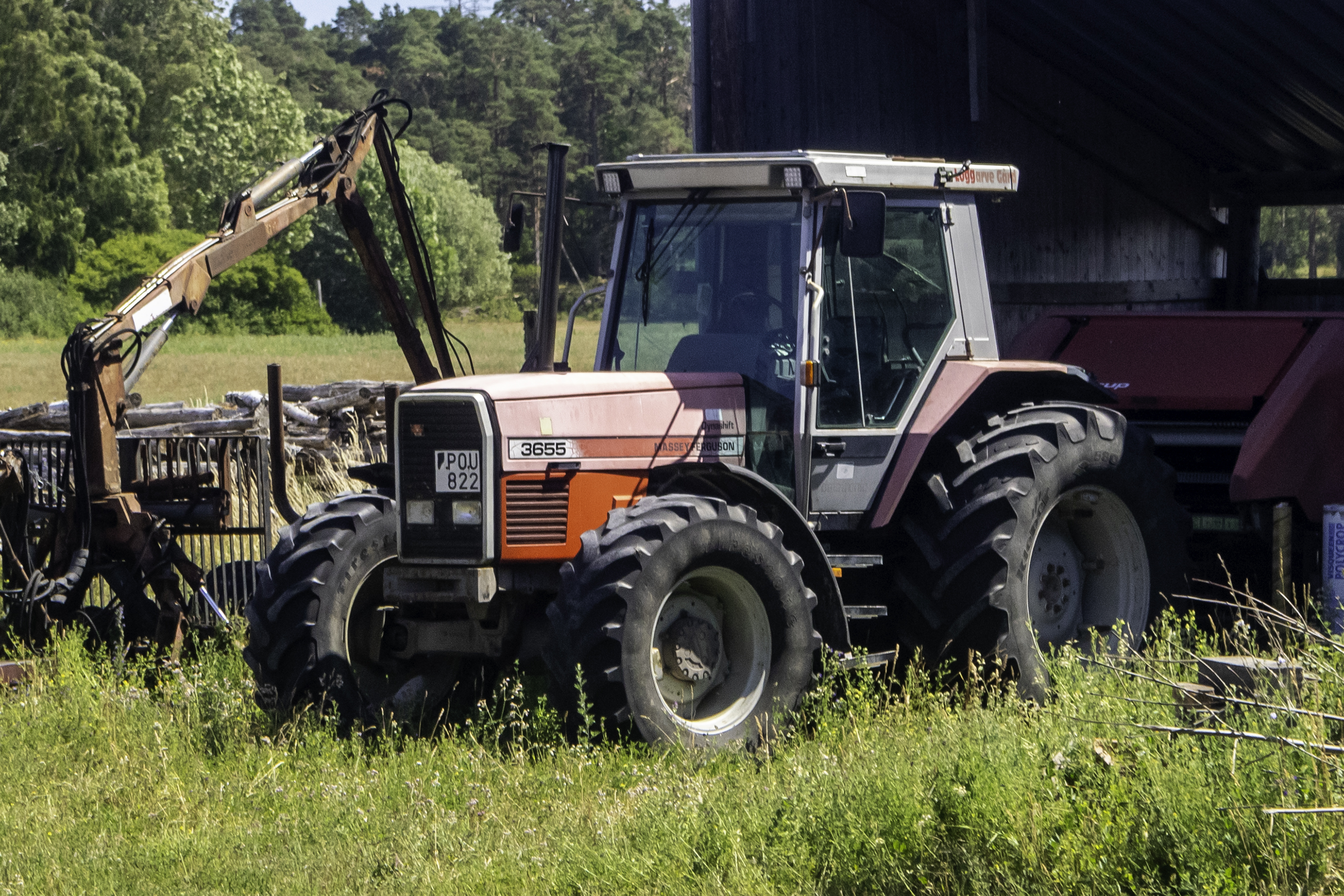
MF 3655 mit 155 PS
(gebaut 1990 bis 1995)

Massey Ferguson 3600 ist eine Traktorbaureihe, die von 1987 bis 1995 von Massey Ferguson in Beauvais, Frankreich produziert wurde. Ein markantes Merkmal dieser Serie ist die kantige Motorabdeckung aller Modelle. Die Leistung der Traktoren reichte bei der Einführung von 113 PS bis 150 PS und wurde im Laufe der Jahre auf bis zu 190 PS gesteigert.
Die Massey-Ferguson-3600-Serie ist nicht gleichbedeutend mit der von AGCO 2007 eingeführten Kompaktschlepperreihe 3600.

## Geschichte
Die Serie wurde 1987 mit den Modellen 3610, 3630 und 3650 eingeführt; alle drei Modelle hatten Perkins-Motoren. Im Jahr 1989 wurde der 3680 mit einem Sisu-Motor vorgestellt, jedoch wurde dieses Modell bereits 1990 vom 3690 abgelöst. Ebenfalls im Jahr 1990 wurde der 3670 mit einem Sisu-Motor eingeführt. Im gleichen Jahr erhielten die kleineren Modelle einen neuen Motor von Perkins und wurden in 3635, 3645 und 3655 umbenannt. Im Jahr 1992 wurde die Leistung des Topmodells 3690 auf 190 PS gesteigert und 1993 erhielt das Modell einen neuen Sisu-Motor mit höherem Drehmoment.

## Technik
Die Massey-Ferguson-3600-Serie ist mit 6-Zylinder-Dieselmotoren von Perkins und Sisu ausgestattet. Das hauseigene Getriebe hat 16 Vorwärts- und 16 Rückwärtsgänge. Ein Kriechgang war wahlweise erhältlich. Mit diesem Getriebe kann eine Höchstgeschwindigkeit von 30 km/h erreicht werden. Ab dem Jahr 1992 wurden Modelle mit dem Dynashift-Getriebe ausgestattet, das eine Geschwindigkeit von 40 km/h ermöglicht.

## Modellübersicht
Die nachfolgende Tabelle gibt einen Überblick über die zwischen 1987 und 1995 hergestellten Traktormodelle der 3600er-Serie. Die Reihenfolge richtet sich im ersten Schritt nach dem Einführungsjahr und im zweiten Schritt nach der Leistung.
| Modell  | Bauzeit   | Leistung (PS)     |
| ------- | --------- | ----------------- |
| MF 3610 | 1987–1990 | 113               |
| MF 3630 | 1987–1990 | 133               |
| MF 3650 | 1987–1990 | 150               |
| MF 3680 | 1989–1990 | 180               |
| MF 3635 | 1990–1995 | 135               |
| MF 3645 | 1990–1995 | 145               |
| MF 3655 | 1990–1995 | 155               |
| MF 3670 | 1990–1995 | 170               |
| MF 3690 | 1990–1995 | 180 (ab 1992 190) |